# Теракт в Тель-Авиве (июнь 2016)
Теракт в квартале Сарона в Тель-Авиве — террористическая атака 8 июня 2016 года, осуществленная в торгово-развлекательном квартале Сарона.
Теракт, в ходе которого 4 человека погибли и 20 человек получили ранения при стрельбе в популярном у туристов и местных жителей районе Тель-Авива, произошел в 21:26 по местному времени, 8 июня 2016 года. «Инцидент со стрельбой в районе Тель-Авива. Подразделения полиции на месте. Есть данные о нескольких пострадавших. Район закрыт», — сообщил пресс-секретарь полиции Мики Розенфельд.
Пресс-секретарь полиции Израиля Мики Розенфельд сообщил, что теракт в Тель-Авиве совершили двое палестинцев. Как сообщалось, они открыли стрельбу по людям в торговом центре «Сарона». Оба нападавших задержаны, один из них ранен. По последним данным, в результате нападения погибли четыре человека, ещё 16 получили ранения различной степени тяжести.

## Теракт
8 июня 2016 года два палестинских араба, одетых в чёрные костюмы, напоминающие костюмы ультра-ортодоксальных евреев, приехали в Тель Авив и отправились в квартал Сарона — бывшую немецкую колонию в старом городе Тель Авива. Там, выбрав кафе «Макс Бреннер», они сели за столик и сделали заказ. Террористами оказались Халед и Мухаммед Махмара (или аль-Махмара), оба возрастом 21 год, кузены, из деревни Ятта близ Хеврона, находившиеся в Израиле незаконно. В 21:26 по местному времени они одновременно встали из-за стола и открыли беспорядочный огонь по посетителям кафе «Макс Бреннер» и соседнего кафе «Бенедикт». Стрельба прекратилась, по данным полиции Израиля, как только у одного из террористов заклинило оружие. Прибывшие силы безопасности арестовали одного из братьев, а также ранили другого. В результате стрельбы на месте погибло 3 человека, ещё одна раненая позднее скончалась в больнице. Раненых на момент теракта насчитывается 16 человек, из них 4 в тяжёлом состоянии, а остальные в лёгком и среднем. Все тяжелораненые доставлены в больницу «Ихилов». Туда же доставлен один из террористов, раненных в перестрелке. Его состояние оценивается как тяжёлое. В дальнейшем в больнице «Ихилов» сообщили, что в больницу было доставлено 20 раненых, после оказания помощи их жизни не угрожает опасность.
Террористы были обезврежены на улице А-Арбаа службой безопасности Израиля, охранявшей здания правительственного комплекса недалеко от места теракта.
Силы безопасности Израиля чуть позже прибыли в поселение Ятта для проведения розыскных мероприятий. При обыске в квартирах подозреваемых были обнаружены ножи и иные острые предметы.
Ответственность за теракт взяла на себя террористическая организация ХАМАС. С момента поступление информации о терактах на территории Западного берега реки Иордан и Сектора Газа продолжаются празднования по поводу теракта, на улицах раздают конфеты, а в воздух запускаются фейерверки.

## Личности террористов
Террористы являются племянниками деятеля боевого крыла организации ФАТХ, освобождённого в рамках сделки по обмену Гилада Шалита. Один из террористов обучался на четвёртом курсе инженерного факультета иорданского ВУЗа и числился там среди отличников учёбы.

## Место теракта
Квартал Сарона — бывшее немецкое поселение темплеров, которые были депортированы из подмандатной Палестины за поддержку нацистской идеологии и Гитлера. В 2012 году территория комплекса была отреставрирована и заново открыта для широкой публики в 2014 году. Расположено напротив здания Генштаба (северная сторона) Армии обороны Израиля, с восточной стороны к кварталу примыкает башня правительственных учреждений Израиля. От квартала начинается улица ресторанов и баров — А-Арбаа.

## Жертвы теракта
На следующий день после теракта полиция Израиля опубликовала список погибших:
1. Идо Бен-Ари (42 года) из Рамат-Гана.
2. Мила Мишаева (32 года) из Ришон-ле-Циона, репатриантка из бывшего СССР.
3. Илана Наве (39 лет) из Тель-Авива.
4. Михаэль Фейга (58 лет) из мошава Мидрешет-Бен-Гурион[англ.] в Негеве.

## Контртеррористическая операция
В полиции Израиля и Министерстве обороны признали происходящее в Тель-Авиве терактом. В ночь на 9 июня 2016 ЦАХАЛ начал контртеррористическую операцию в районе Хеврона. Деревня Ятта полностью блокирована. Силы Армии Обороны Израиля окружили дома террористов, вывели жителей из них, и военные сапёры готовятся к сносу домов террористов. 11 июня было получено разрешение на снос домов семей обоих террористов.

## Международная реакция
ООН: Генеральный секретарь ООН Пан Ги Мун выразил соболезнования и заявил, что нет никаких оправданий для актов терроризма в Израиле, а также для тех, кто радуется «гнусному преступлению» в Тель-Авиве. Пан Ги Мун также «шокирован» тем, что ХАМАС приветствовал убийство граждан Израиля и устроил праздник по случаю террористического нападения. Генсек ООН призвал палестинское руководство выполнить свое обязательство «твердо противостоять насилию и подстрекательству, а также действовать против тех, кто поощряет его».
США: официальный представитель госдепартамента США Марк Тонер сказал в Вашингтоне, что нет «никаких оправданий для трусливых нападений на мирных граждан Израиля». Тонер также выразил соболезнования семьям погибших и пожелал скорейшего выздоровления раненым. Кандидат в президенты от демократов Хиллари Клинтон заявила, что она стоит «плечом к плечу» с израильскими гражданами, «которые постоянно сталкиваются с террористической угрозой», и выразила однозначную поддержку права Израиля защищать себя.
Франция: Президент Франции Франсуа Олланд осудил нападение террористов на мирных граждан в Тель-Авиве и выразил полную поддержку своей страны борьбе Израиля против терроризма.